# Natalus tumidirostris
Natalide à nez renflé
Espèce
Statut de conservation UICN

 LC  : Préoccupation mineure
Natalus tumidirostris, le Natalide à nez renflé, est une espèce sud-américaine de chauves-souris de la famille des Natalidae.

## Description
Natalus tumidirostris a une longueur totale comprise entre 92 et 101 mm, la longueur de l'avant-bras entre 35 et 45 mm, la longueur de la queue entre 45 et 53 mm, la longueur du pied entre 9 et 16 mm, la longueur du oreilles entre 13 et 17 mm.
Les femelles sont légèrement plus grosses que les mâles, pesant entre 4,5 et 8,9 g pour les femmes et de 4,3 à 8,6 g pour les mâles.
La fourrure est longue et lisse. La couleur générale du corps est jaune-crème avec la base des poils plus foncée. Le museau est long, aplati et couvert de longs poils foncés. Les narines sont petites, ovales et ouvertes latéralement et vers le bas. Les oreilles sont carrées, en forme d'entonnoir et présentent une encoche peu profonde sur le bord arrière juste en dessous de la pointe pointue. Les mâles ont un organe sensoriel en forme de glande nodulaire sur le front, dont la fonctionnalité n'est pas déterminée, probablement une sensation du toucher.
Le tragus est court, triangulaire et dont l'extrémité est courbée vers l'avant. Les membranes des ailes sont brun clair. Les ailes sont attachées en arrière au-dessus des chevilles. La queue est longue et entièrement incluse dans la grande membrane interfémorale dont le bord libre est frangé. Le calcar est très long.

## Répartition
Natalus tumidirostris est présente dans la partie nord de l'Amérique du Sud, du Nord de la Colombie à la Guyane. Elle est également présente sur les îles de Trinité, Aruba, Bonaire et Curaçao.
Il vit dans les forêts sèches de feuillus, parfois dans les forêts tropicales, les jardins et les plantations jusqu'à 1 000 mètres d'altitude.

## Taxonomie
Cette espèce est étroitement apparentée à Natalus stramineus, mais s'en distingue par sa bouche épaisse. En fait, cette caractéristique est considérée comme une raison suffisante pour placer N. tumidirostris dans un genre distinct, Phodotes Miller, 1906, mais d'autres scientifiques ne reconnaissent pas N. tumidirostris comme une espèce distincte de N. stramineus. La forme tronchonii Linares, 1971, initialement décrite comme une sous-espèce de N. stramineus, est synonyme de N. tumidirostris.

### Liste des sous-espèces
- N.t.tumidirostris (Miller, 1900) : Aruba, Bonaire, Curaçao[3]
- N.t.continentis Thomas, 1911 : centre de la Colombie, Venezuela, Guyana, Suriname, Guyane
- N.t.haymani Goodwin, 1959 : Trinité

## Comportement

### Habitation
Natalus tumidirostris forme de nombreuses colonies pouvant atteindre plusieurs milliers d'individus à l'intérieur de grottes karstiques profondes et humides, absentes dans le bassin amazonien. Elles sont généralement très éloignées les uns des autres. Au sein de la colonie, il existe des groupes plus petits qui se tiennent à distance les uns des autres. Parfois, des colonies mixtes avec Carollia perspicillata se produisent. 

### Vol
Le vol est rapide et fluctuant, généralement près du sol.

### Alimentation
Elle se nourrit d'insectes volants. Elle part à la recherche de nourriture entre la fin du crépuscule et le début de l'aube. La proie est détectée principalement à l'aide de l'écholocation, avec dans une moindre mesure un recours à l'audition. Son cri ressemble au bruit de la machine à coudre. Elle utilise la peau de la membrane interfémorale comme épuisette. Les insectes mous servent de nourriture, que la chauve-souris mange sur place. Elle ne peut pas rester sans nourriture pendant plus de 20 heures.

### Reproduction
Les colonies sont mixtes en dehors de la saison de reproduction. Après l'accouplement, les femelles sont en gestation pendant trois mois, généralement de février à avril avec certaines différences régionales. Pendant cette période, les femelles forment leurs propres colonies. Peu de temps après leur naissance, les petits restent seuls dans la cachette pendant que les femelles cherchent de la nourriture.
Des femelles gravides ont été capturées en août. Sur l'île de Curaçao, les naissances ont lieu en octobre et novembre, lors de la saison des pluies.